# Elyès Jlassi
Elyès Jlassi (arabe : إلياس الجلاصي), né le 7 février 1994 à El Batan (gouvernorat de la Manouba), est un footballeur tunisien évoluant au poste de milieu offensif au Stade tunisien.

## Biographie
Après avoir fait son apprentissage à l'Association sportive de Battan (Ligue IV), Elyès Jlassi commence sa carrière professionnelle au Stade tunisien. Lors du mercato d'été 2015, il rejoint le club de l'Espérance sportive de Tunis.

## Palmarès
- Vainqueur du championnat de Tunisie en 2017
- Vainqueur de la coupe de Tunisie en 2016 et 2020
- Vainqueur du championnat arabe des clubs en 2017